# Artavasdes II Mamicônio
Artavasdes II Mamicônio (em latim: Artavasdes; em armênio/arménio: Արտաւազդ; romaniz.: Artawazd) foi um asparapetes (comandante-em-chefe) do Reino da Armênia e um dos membros conhecidos mais antigos da família Mamicônio. Viveu no século IV e esteve ativo no reinado do rei Tigranes VII (r. 339–350).

## Nome
Artavasdes, Artoasdes ou Artabazo (Artabazus) são as formas latinas do armênio Astavasde (em armênio/arménio: Արտաւազդ, Artawazd), que derivou do avéstico Axavasda (Ašavazdah-), "aquele que promove a justiça", através do iraniano antigo *Artavasda (*Artavazdah). Foi registrado em persa médio como *Ardevaste (*Ard-vast), em grego como Artabasdo (Αρτάβασδος, Artábasdos), Artauasdes (Αρταουάσδης, Artaouásdēs), Artabazes (Αρτάβαζης, Artábazēs) e Artabazo (Αρτάβαζος, Artábazos) e em árabe como Artabatus (em árabe: ارتاباتوس).

## Vida
Artavasdes era filho de Vache I e neto de Artavasdes I. Esteve ativo entre cerca de 339 e 350, quando falece, e ocupou a posição de asparapetes no Reino da Armênia. Cyril Toumanoff pensa que era pai de Vardanes I, Vasaces I e Vaanes, o Apóstata, mas Christian Settipani pensa que eram filhos de Artavasdes, tio de Artavasdes II. Settipani ainda acha que era pai de Vache II, enquanto Toumanoff pensa ser que era pai de Amazaspes, suposto pai de Vache.
Artavasdes ajudou a resgatar Tazates Restúnio e Savaspes Arzerúnio, os varões das famílias Restúnio e Arzerúnio, a quem o rei Tigranes VII (r. 339–350) queria matar. Fausto, o Bizantino afirma que Artavasdes e Vasaces agarraram os jovens, cada um deles tomando um debaixo do braço, e saíram correndo com suas armas, prontos para lutar e morrer por aquelas crianças. Os Mamicônios à época cuidavam de Ársaces, filho do rei, mas por estarem irados com os eventos de seu tempo, abandonam o herdeiro. Foram para suas terras, para as fortalezas de Taique, permanecendo lá muitos anos com suas famílias, deixando sua outra casa. Criaram essas crianças, casaram-nas com suas filhas e salvaram as famílias deles. Também não participaram dos conselhos armênios por muitos anos.